# Beit Mery
Beit Mery (arabe : بيت مري) est un village libanais qui surplombe la capitale Beyrouth. Situé en montagne, c'est une station balnéaire estivale depuis l'époque des Romains. Beit Mery est le siège d'un centre d'urgence de la Croix-Rouge.

## Culture

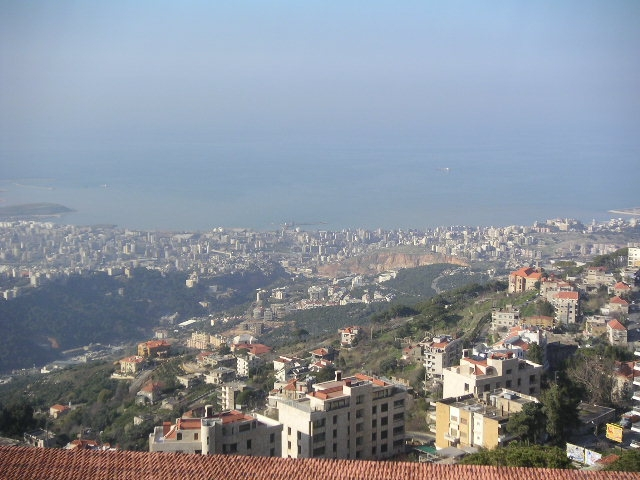
vue sur la mer de la montagne

En hiver, le village est le théâtre d'un festival culturel annuel, le Festival Al Bustan, tenu à l'hôtel Al Bustan, grâce à ses dramaturges de renommées internationale exhibent des pièces théâtrales, forment des groupes de danses ainsi que des orchestres symphoniques.
Le festival Al-Bustan
Un Festival de qualité

Depuis ses débuts en 1994, le Festival Al Bustan est un évènement culturel de haute qualité qui a lieu tous les ans durant cinq semaines aux mois de février et mars. En atteignant un niveau comparable aux plus grands festivals internationaux, le Festival Al Bustan a établi un modèle d’excellence et a contribué d’une façon profonde à la renaissance du Liban.

Durant cinq semaines, une trentaine de manifestations musicales se tiennent principalement à l’auditorium Émile-Bustani, une salle de 450 places, ainsi que dans l’orangerie de verre Crystal Garden” qui a une capacité de 300 places. Certaines manifestations ont lieu à l’Assembly Hall de l’Université Américaine de Beyrouth et dans des églises anciennes, un peu partout au Liban.
Tous les ans le programme du Festival tourne autour d’un thème choisi. Les thèmes aident artistes et public à se concentrer autour d’un sujet choisi et à se tremper dans une certaine ambiance.
Un Festival ouvert au monde entier 

Le Festival Al Bustan gagne de l’importance tous les ans, plus de trois milliers d’artistes du monde entier y ont déjà participé. Le Festival Al Bustan est, depuis 1998, un membre actif de l’Association des Festivals Européens.
Un Festival pour tous...

Le Festival Al Bustan est unique non seulement au Liban mais aussi au Moyen-Orient arabe, de par sa qualité et sa diversité. Tout en donnant priorité à la musique “classique” le Festival présente des représentations théâtrales ou littéraires, de la danse, du jazz et de la musique orientale. Le Festival Al Bustan a introduit l’opéra au Liban en présentant au public libanais plus d’une douzaine d’opéras. Le Festival accorde aussi une place de choix à la musique contemporaine, présentant ainsi au public les œuvres de compositeurs de notre temps. Le Festival participe à la création de la musique d’aujourd’hui en faisant des commandes à des compositeurs contemporains.
Un accueil généreux à la hauteur légendaire de l’hospitalité libanaise, un confort de travail et un cadre propice...

Tous les artistes ayant participé au Festival Al Bustan sont conquis par l’accueil chaleureux, l’hospitalité qui sont très particuliers au Festival. La rencontre d’artistes de différentes nations, la diversité des cultures, créent un environnement propice à l’amitié qui se noue entre les participants et le public dans un climat de bonne humeur de compréhension et de générosité.
Les membres du public ont surtout, après chaque concert, la possibilité de rencontrer les artistes et de faire plus ample connaissance.

Des dîners de Gala, “Soirées d’Or” sont organisés après les représentations du samedi, joignant avec élégance et raffinement les mélomanes et les bons viveurs.
Un Festival de culture..

Le Festival attache de l’importance à ses activités périphériques telles que des expositions d’Art, des signatures de livres par leurs auteurs et des conférences. Poursuivant sa mission culturelle, le Festival organise des classes de maître données bénévolement par certains artistes.
Un Festival du bonheur...

Le Festival “Al Bustan” s’est fait une place dans le cœur des artistes et du public. Le niveau artistique, l’atmosphère amicale, l’hospitalité et la bonne organisation en font un évènement exceptionnel. Le Festival est vraiment une fête des Arts et de la Musique, rapprochant artistes et spectateurs du monde entier. Le Festival se tourne vers l’avenir, vers des horizons artistiques encore plus vastes.
Artistes d’hier, d’aujourd’hui et de demain se retrouvent au Liban chaque hiver avec un public chaleureux pour célébrer la Musique, les Arts et l’amitié.

## Situation démographique
Les résidents de Beit Mery sont essentiellement chrétiens (maronites grecs-orthodoxes, grecs-catholiques, arméniens-orthodoxes) ou Druzes. Beit Mery fut longtemps déchirée par des guerres inter-chrétiennes durant la guerre civile.

## Géographie
Beit Mery est située sur une colline, variant de 700 à 750 mètres d'altitude, ce qui lui donne un panorama de Beyrouth, de la baie Saint-Georges et de la côte du Metn.

## Jumelages
La ville de Beit Méry est jumelée avec la ville de Courbevoie (France) depuis 2015.

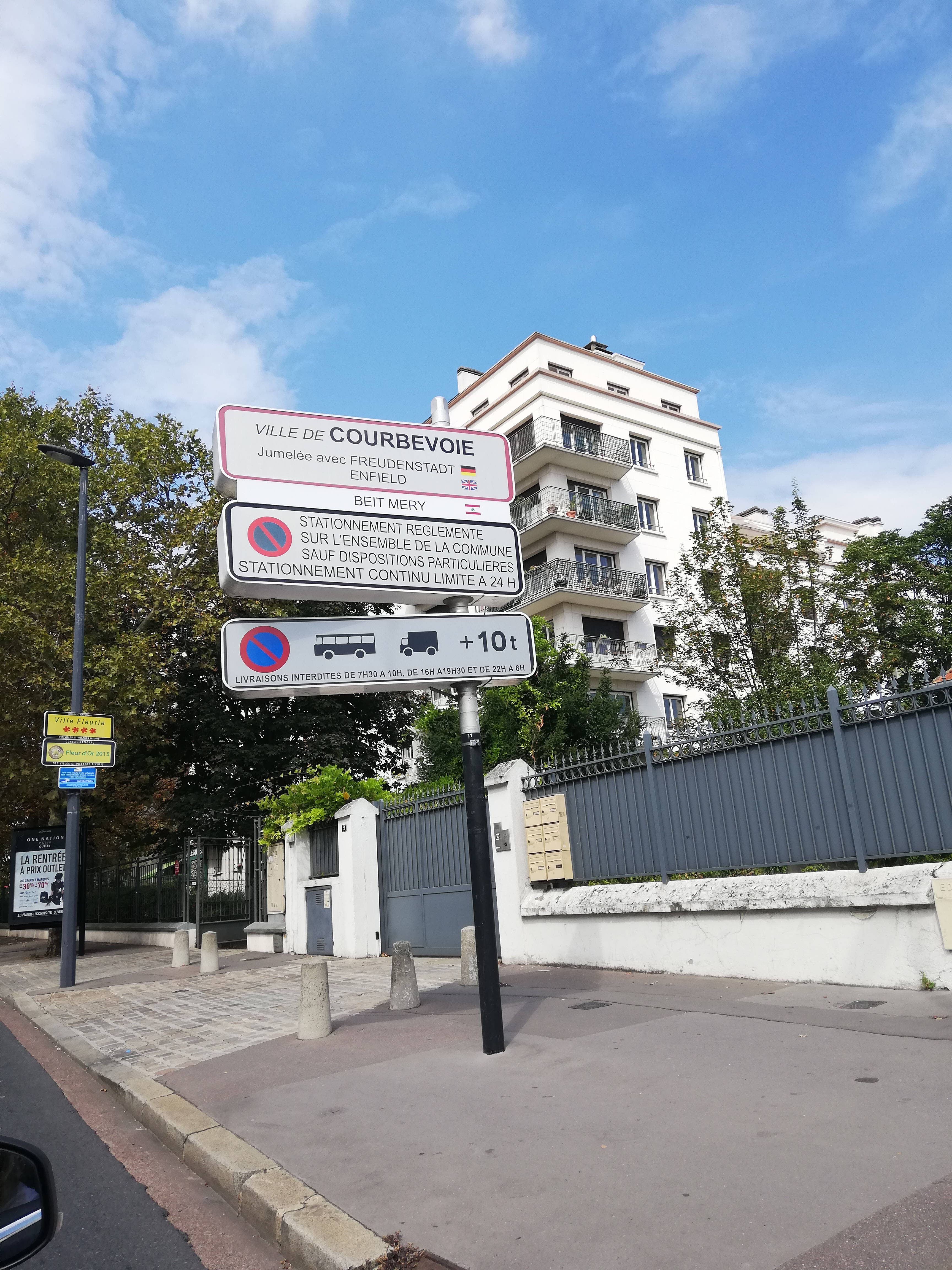
Panneau à Courbevoie indiquant les villes jumelées.

## Histoire
Les gouverneurs romains du Levant avaient fait de Beit Mery leur résidence estivale dû à sa localisation stratégique et à son climat très clément en été.

## Tourisme
Le village est connu pour ses anciennes ruines romaines et byzantines ainsi que son monastère maronite historique de Saint-Jean-Baptiste, qui a été construit en 1750. Le village qui est situé à, à peine, 16 km de la capitale Beyrouth, est une station balnéaire estivale.

### Couvent El Kalaa à Beit Mery
Le couvent historique de Deir el Qalaa

Il se situe au sud de Beit Meri à 15 km de Beyrouth. Il fut le premier temple érigé sur cette colline depuis les Phéniciens, construit sur les vestiges du temple ‘Baal Markadi’ l’un des grands dieux phéniciens. Les différents peuples qui ont occupé successivement la côte ont construit les temples dédiés à leurs dieux et à leur foi.
En l’an 64 AV vinrent les Romains qui succédèrent aux Grecs et répandirent leur pouvoir sur une vaste région de l’Orient. Avec Auguste, le maître absolu après la défaite de Marc-Antoine et de son épouse Cléopâtre dans la bataille d’Actium. Le lieu plut aux Romains et ils en firent une place centrale pour la prière et l’adoration; ils construisirent le grand temple connu sous le nom de ‘Baal Markad’ et d’autres plus petits qui lui sont adjacents.
Quand l’empereur Constantin se convertit au Christianisme, il ordonna la destruction de tous les temples païens, érigeant à leur endroit ceux du Vrai Dieu. Vinrent ensuite les tremblements de terre (an 550 AD) qui détruisirent une grande partie des temples, des édifices, tout au long de la côte, le couvent de la Citadelle ne fut pas épargné.
Le mot Baal veut dire ‘maître’ et le mot ‘Markadi’ tremblement, il fut employé dans la Bible pour la force divine (Job 9 : 5) et désigne le grand nombre des offrandes qui furent offertes au nom des empereurs, des militaires, et des civils importants. Les Romains assimilèrent le Dieu ‘Baal Markad’ le phénicien qui est le semblable de leur Dieu en puissance et force c’est-à-dire ‘Jupiter’. Dans la langue araméenne le mot Baal Markad signifie le dieu de la danse. Théo Markad où se trouvent plusieurs de ses représentations sculptées sur les pierres du temple et que mentionne la Genèse veut dire aussi, le dieu qui fait trembler la terre, preuve de sa puissance. Ce temple fut hautement considéré, les croyants venaient de tous les lieux le visiter. Sur la côte, on le nommait ‘Melkart’ ou le dieu des cités. Le culte des dieux de la danse est en principe le culte des forces de la nature.
Les prêtres officiant devant l’autel dansaient d’une manière cultuelle. Lors de la vendange les croyants vénéraient le dieu de la boisson Bacchus en dansant et chantant ce que prouve le grand nombre de pressoirs dans la ville historique entourant le couvent.

Le grand temple fut construit au IIe siècle av. J.-C. L’architecture est romaine, long de 42 mètres large, de 18 m, haut de 14 m, son plafond est de bois, sur sa façade se trouvent six colonnes qui pèse chacune plus de 51 tonnes d’une hauteur de 7,20 m et d’un périmètre de 5,50 m. Plusieurs autres temples furent érigés à une distance de 300 m, et l’un d’entre eux est dédié à Junon épouse de Jupiter, fille de Saturne.
En plus des temples, une grande ville nommée ‘Bayte’ actuelle Beyrouth, fut construite et fut la résidence politique de gouverneur romain.
On a découvert au commencement de la route amenant au couvent des Thermes romains de haute fabrication, où un chauffage central est assuré par des tuyaux en terre cuite, et par le moyen de température emmagasinée par l’intermédiaire de jarres de terre cuite rouge, (fabriquées sur la côte), les thermes sont alimentés par des bassins plus hauts et plus loin et ils sont aux services publics.
On trouva aussi les vestiges d’une église byzantine du VIe siècle, avec des mosaïques aux dessins perfectionnés et colorés représentant une croix.
Cet endroit est considéré comme le plus beau, actuellement il fait l’attraction des touristes qui viennent au Liban et des quatre coins du monde. On peut observer la mer et la montagne, découvert des quatre côtés, son altitude est de 800 m, chaque particule, ou rocher affirme que la ville a eu son histoire glorieuse.

### Le couvent Saint-Jean de la Citadelle
La construction du couvent actuel sur une partie du temple remonte à 1748. C’est la propriété de la communauté, offerte par l’émir Youssef Mrad Abi Allamah : la Citadelle et tous les terrains l’entourant pour ériger un ‘Couvent de Beyrouth’ d’après la traditionnelle appellation de Beit Merry.
La première pierre fut posée par le moine Simon Arida en 1757 de Katalat, ensuite ce fut le père général l’abbé Ibrahim Aoun de Roumieh el Metn, qui voyagea à Rome demandant l’aide. Il envoyait tout ce que les moines pouvaient économiser pour l’achat des terrains des alentours et pour la construction. Ils édifièrent la grande cave qui s’étend de l’église allant vers le sud jusqu’au réfectoire, on érigea au-dessus les chambres et une grande salle, dans un style voûté. Ce couvent fut construit sur les vestiges et le lieu de la citadelle.
Par contre l’église se trouvant près du couvent est construite sur le mur du grand temple ‘Baal Markad’, longue de 32 mètres large de 16, la date de sa construction est gravée sur le fronton de sa grande porte ouest ‘en 1762’ en plus le nom du fondateur du couvent le moine Ibrahim Aoun. Avant la construction de cette église les moines priaient dans le petit temple nommé Saint-Antoine.
Sous la présidence du moine ‘Thimotaos’ de Beit Merry, débuta la construction des caves ouest. Le corridor fut construit par le moine Philippe el Hage Boutros. En l’an 1891, sous l’administration du moine Simon el Beabdati, qui réaménagea les chambres et la cave, il construisit une grande salle de réception et couvrit l’ancien et le nouveau couvent avec des tuiles, il érigea aussi la coupole de l’église, et acheta la cloche. La sacristie sous forme de chapelle fut construite par le supérieur général le moine Boutros el Tyah de Ghazir.
Nous mentionnons le moine Antoine Nehmettallah el Maadi (1881-1954) diplômé de l’École nationale des beaux-arts de Paris et qui a étudié l’architecture et la sculpture en Belgique. Il fut à partir de 1912 l’architecte officiel des églises, autels et clochers au Liban en ce XXe siècle.
Durant les événements sanglants de la montagne (1840-1860) le couvent fut incendié deux fois (d’après le récit d’anciens moines) d’un autre côté le gouverneur ottoman Jamal Pacha el Saffah (l’étrangleur) occupa le couvent durant la Première Guerre mondiale il brûla sa bibliothèque, obligea les moines à fuir et à se réfugier dans une ferme à Aïn Saadé, (Ain el Baredeh el Chabounieh) où se trouve encore l’église connue sous le nom de Notre-Dame de l’Annonciation.
Les supérieurs généraux firent du couvent leur résidence depuis le mandat de Bernardus Ghobeirah jusqu’au mandat de l’abbé Aramouni qui opta pour le couvent Mar Roukoz Dekouaneh en hiver, et le couvent de la citadelle Beit Merry en été, avec l’abbé Harika débutèrent les festivités touristiques au couvent : le premier festival s’inaugura en 1967 sous le patronage du président Charles Hélou et la participation du musicien et chanteur Wadih el Safi, de plusieurs poètes, artistes et troupes de spectacles. Un autre en 1971 où fut inauguré le festival de ‘Zajal’, poèmes libanais.
Durant la dernière guerre civile, une partie du couvent fut démolie et le père Elias Lotfallah fut tué. Le 14 octobre 1990 furent tués et enlevés deux moines dont le sort reste encore inconnu : le moine supérieur du couvent Albert Chirfan et le moine Sleiman Abi Khalil.
À partir de 1996 et après maints efforts, la communauté des moines antonins a repris la construction et la restauration des dégâts causés par la guerre et l’occupation des troupes étrangères nombreuses afin de redonner au couvent son rôle et sa place sur cette belle et haute colline du Metn, témoin de l’histoire du Liban qui fut toujours l’éternel vainqueur dans sa mission en Orient et dans le monde.
Depuis, les activités ne font que s’agrandir, une école et un atelier de mosaïques ont vu le jour, des expositions s’organisent à grande échelle, activités culturelles et touristiques. Les cars transportant les touristes arrivent par centaines, les concerts musicaux, les compétitions, les expositions de peintures, les conférences, les rencontres des jeunes, les soirées littéraires et poétiques, etc. ont trouvé dans cet antique couvent le lieu idéal pour leurs manifestations.
En ce XXIe siècle, l’ambition de la communauté est grande. Les moines planifient pour beaucoup d’activités et vivent en parfaite communion avec leur environnement.
L’ère de l’ordinateur et du Web, la vitesse des communications et des échanges se font rapidement et s’incarnent en de nouvelles manifestations sur le terrain.

### Jumelages
Le village de Beit Mery a signé des accords de jumelage avec :
- Dortmund (Allemagne)
- Tolède (Espagne)
- Courbevoie (France)
- Saint-Brieuc (France)

D'autre part, un accord de coopération décentralisée a été conclu avec la ville de :
- Athènes (Grèce)